# Granville Waldegrave (2e baron Radstock)
George Granville Waldegrave, 2e baron Radstock (24 septembre 1786 - 11 mai 1857) est un officier de marine britannique.

## Biographie
Fils aîné de William Waldegrave (1er baron Radstock), il rejoint la Royal Navy en 1798 et gravit les échelons, devenant capitaine en 1807, contre-amiral en 1841, vice-amiral des Blancs en 1853 et des Rouges en 1855. Entre 1831 et 1837, il est aide de camp naval du roi Guillaume IV et de la reine Victoria de 1837 à 1841.
Le 7 août 1823, il épouse Esther Caroline Paget (1800-1874) et ils ont trois enfants :
- Granville Waldegrave (3e baron Radstock) (1833 - 1913)
- Catherine Esther (d. 1898), épouse Thomas Proctor-Beauchamp, 4e baronnet.
- Elizabeth Cornelia (morte célibataire, 1903)

Lord Radstock meurt en 1857 et est remplacé par son fils aîné. Il est enterré du côté ouest du cimetière de Highgate au-dessus du cercle du Liban.